# Vochtig schraalgrasland

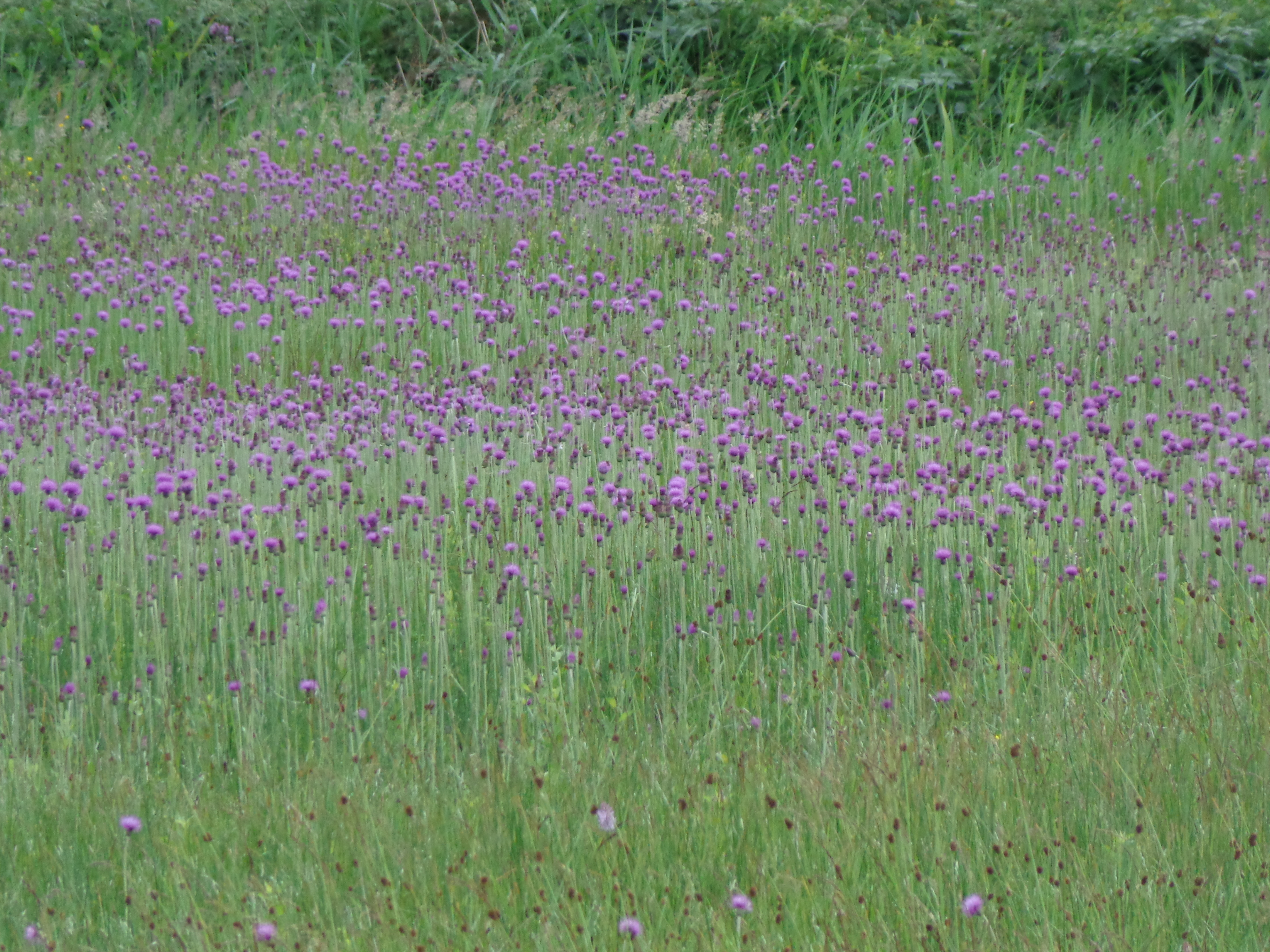
Blauwgrasland met Spaanse ruiter

Het vochtig schraalgrasland is een karteringseenheid in de Biologische Waarderingskaart (BWK) van Vlaanderen en het Brussels Hoofdstedelijk Gewest met als code 'hm'.
In de vegetatiekunde wordt dit biotoop vertegenwoordigd door verschillende plantengemeenschappen uit de klasse van matig voedselrijke graslanden (Molinio-Arrhenatheretea).
Het vochtig schraalgrasland staat gewaardeerd als 'Biologisch zeer waardevol'.

## Naamgeving, etymologie en codering
- BWK-code: hm, hmm, hme
- Syntaxoncode (Nederland): 16Aa Verbond van biezenknoppen en pijpenstrootje (Junco-Molinion), 16Aa01 Blauwgrasland (Cirsio dissecti-Molinietum), 16Ab01 Associatie van veldrus en gevlekte orchis (Crepido-Juncetum)
- Natura2000-code: 6410 Grasland met Molinia op kalkhoudende, venige of lemige kleibodem
- Corine biotope: 37.31 Prairies à Molinie et communautés associées, 37.22 Prairies à Jonc acutiflore
- Eunis Habitat Types: E3.51 Molinia caerulea meadows and related communities, E3.42 Juncus acutiflorus meadows

## Kenmerken
Vochtige schraalgraslanden zijn gebonden aan zwak zure tot pH-neutrale, humeuze of venige bodems, onder invloed van basenrijk grondwater, meestal onder de vorm van ijzerrijke kwel. De ondergrond kan variëren van klei over leem tot zand, met alle tussenvormen. De grondwaterstand is weinig variabel, in de winter tot op of boven het maaiveld, in de zomer maximaal 30–40 cm onder het maaiveld. 
Naargelang van het gehalte aan carbonaten onderscheiden we twee subtypes van deze vegetatie, een kalkrijke variant (hmm) en een zuurdere variant (hme), die echter in elkaar overgaan en waarvoor voor Vlaanderen geen specifieke indicatieve soorten beschreven zijn.
Een zeer zeldzame vorm van het vochtig schraalgrasland is het blauwgrasland, vernoemd naar de blauwgroene kleur van de typische plantensoorten. Deze vegetatie komt enkel voor op bodems met een zeer stabiel, hoog grondwaterpeil dat pH-neutraal of maximaal zwak zuur is, zoals in beekdalen en laagvenen. De meeste vochtige graslanden hebben meer bruine tinten door de aanwezige biezen en russen.
Vochtig schraalgraslanden zijn zeer vatbaar voor verstoring. Bij verdere verzuring evolueren ze naar zeggenvegetaties, bij een toename van de voedselrijkdom krijgen we dotterbloemgraslanden. 

### Soortensamenstelling
In deze vegetaties zijn de boom- en struiklaag steeds afwezig. De kruidlaag is dominant, met zowel grassen, grasachtige planten als kruiden. Een   moslaag is meestal zeer beperkt.
De lijst van indicatieve soorten voor het vochtig schraalgrasland maakt geen onderscheid tussen de twee subtypes.
| Indicatief / Begeleidend | Nederlandse naam   | Wetenschappelijke naam | Opmerking | Afbeelding |
| ------------------------ | ------------------ | ---------------------- | --------- | ---------- |
| I                        | Spaanse ruiter     | Cirsium dissectum      |           |            |
| I                        | Kranskarwij        | Carum verticillatum    |           |            |
| I                        | Kleine schorseneer | Scorzonera humilis     |           |            |
| I                        | Blauwe knoop       | Succisa pratensis      |           |            |
| I                        | Teer guichelheil   | Anagallis tenella      |           |            |
| I                        | Klein glidkruid    | Scutellaria minor      |           |            |
| I                        | Blonde zegge       | Carex hostiana         |           |            |
| I                        | Vlozegge           | Carex pulicaris        |           |            |
| I                        | Geelgroene zegge   | Carex demissa          |           |            |
| I                        | Bleke zegge        | Carex pallescens       |           |            |
| I                        | Blauwe zegge       | Carex panicea          |           |            |
| I                        | Paddenrus          | Juncus subnodulosus    |           |            |
| I                        | Grote muggenorchis | Gymnadenia conopsea    |           |            |
| I                        | Karwijselie        | Selinum carvifolia     |           |            |

## Verspreiding en voorkomen
Vochtige schraalgraslanden zijn zeldzaam in Vlaanderen. We vinden ze vooral terug als kleine vlekken in natuurreservaten en militaire terreinen. Vooral in de Leemstreek, specifiek in de vallei van de Demer en die van de Dijle, en in de Centrale en Zuidelijke Kempen zijn ze nog te vinden.
Van blauwgraslanden zijn in Vlaanderen slechts relicten te vinden, ingebed in meer 'gewone' schraalgraslanden.